# Francisco José de Lacerda e Almeida
Francisco José de Lacerda e Almeida (São Paulo, 1753 – Cazembe, 1798),  Cavaleiro da Ordem de Cristo, Doutor em Matemática pela Universidade de Coimbra, lente da Real Academia dos Guardas da Marinha de Lisboa, sócio da Academia Real das Ciências de Lisboa, Capitão de Fragata e Governador dos Rios de Sena, foi um dos maiores viajantes exploradores do século XVIII.
Durante dez anos percorreu grande parte da América do Sul, por caminhos fluviais, entre Belém, Vila Bela e São Paulo, na campanha de demarcação de fronteiras entre o Brasil e a América espanhola. Mais tarde, percorreu parte de Moçambique e do Reino de Cazembe (atual Zâmbia), no que passaria a ser a primeira tentativa científica de travessia de África. Magnus Roberto de Mello escreveu a seu respeito:
 "A demarcação das fronteiras da América do Sul e a expedição de travessia da África estão entre as maiores aventuras científicas do século XVIII. Lacerda e Almeida participou de ambas".

## Biografia

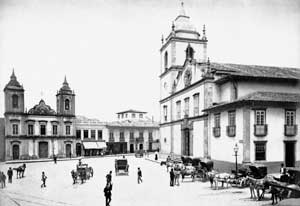
A antiga Sé de São Paulo onde Lacerda e Almeida foi batizado em 1753

Francisco José de Lacerda e Almeida nasceu na cidade de São Paulo, em 1753. Era filho do capitão português José António de Lacerda e de D. Francisca de Almeida Pais, nascida em Itu.  O capitão José António de Lacerda, natural de Leiria, tinha emigrado para São Paulo, onde possuía uma das únicas três farmácias lá existentes em 1765, que ficava situada na atual Praça da Sé. Por parte da mãe, cuja família foi descrita por Pedro Taques na sua obra Nobiliarquia Paulistana Histórica e Genealógica (títulos Taques  Pompeus, Laras e Godoys), Lacerda e Almeida descendia de alguns dos primeiros povoadores de São Vicente, como Estêvão Gomes da Costa e Garcia Rodrigues,  e de  conhecidos sertanistas e bandeirantes, como Lourenço Castanho Taques, o primeiro descobridor das minas de ouro do Brasil e que, "tendo recebido um convite do príncipe regente Dom Pedro em 1674 para o descobrimento de ouro e prata (...) resolveu-se com seus cabedais e força de armas penetrar o sertão dos gentios Cataguazes (...) e conseguiu o 1.º conhecimento das minas, a princípio chamadas de Cataguazes, e mais tarde (...) chamadas Minas Gerais".

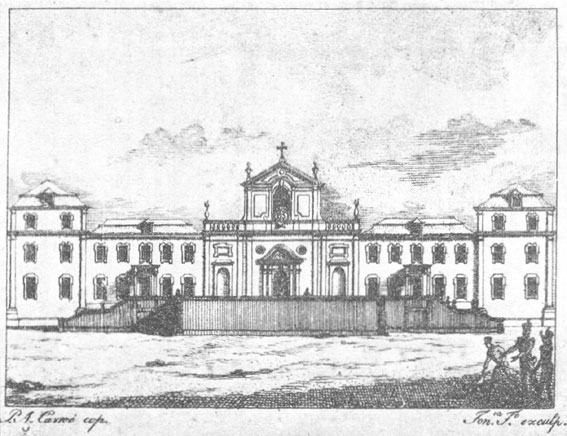
A Academia Real da Marinha de Lisboa onde Lacerda e Almeida foi professor

### Formação e primeiros anos da vida profissional
Lacerda e Almeida faz parte da elite brasileira que no final do século XVIII foi estudar para a Universidade de Coimbra, recentemente reformada pelo Marquês de Pombal. Não se sabe onde fez seus primeiros estudos, mas os registos da Universidade de Coimbra indicam que em 1772, Lacerda e Almeida já se encontrava matriculado no 2.° ano de Filosofia e no 1.° ano de Matemática. Com ele encontravam-se outros "brasileiros", entre os quais o seu futuro colega de trabalho no Brasil, o mineiro Antônio Pires da Silva Pontes. Em 1777, aos vinte e quatro anos, recebeu o grau de doutor em Matemática e Astronomia, tendo sido aprovado nemine discrepante.

### Demarcação das fronteiras do Brasil
Em 1780 Lacerda e Almeida e o seu colega Antônio Pires da Silva Pontes, também doutorado pela Universidade de Coimbra, receberam a incumbência de tomarem as medidas astronômicas necessárias à demarcação dos limites fronteiriços do Mato Grosso com as colônias castelhanas. A missão demarcadora, que deixou Lisboa em 1780, com destino a Belém do Pará, era um desdobramento do Tratado de Santo Ildefonso, assinado em 1777.
De Belém, os astrônomos seguiram para Vila Bela, no Mato Grosso, onde começaram a atuar na demarcação das fronteiras. Lacerda e Almeida recebeu a incumbência de explorar as bacias do Rio Guaporé e do Rio Paraguai. Por fim, dirigiu-se a Cuiabá e dali a São Paulo, onde chegou em 1790. Foram mais de dez anos explorando o sertão do Brasil.
Lacerda e Almeida deixou uma série de diários relativos a cada uma das etapas da sua grande viagem pelo interior do Brasil, além de mapas e tabelas de latitudes e longitudes. Esses diários viriam a ser publicados em 1841, por ordem da Assembleia Legislativa da Província de São Paulo, com o título de Diário da viagem do Dr. Francisco José de Lacerda e Almeida pelas capitanias do Pará, Rio Negro, Matto-Grosso, Cuyabá e S. Paulo, nos annos de 1780 a 1790.

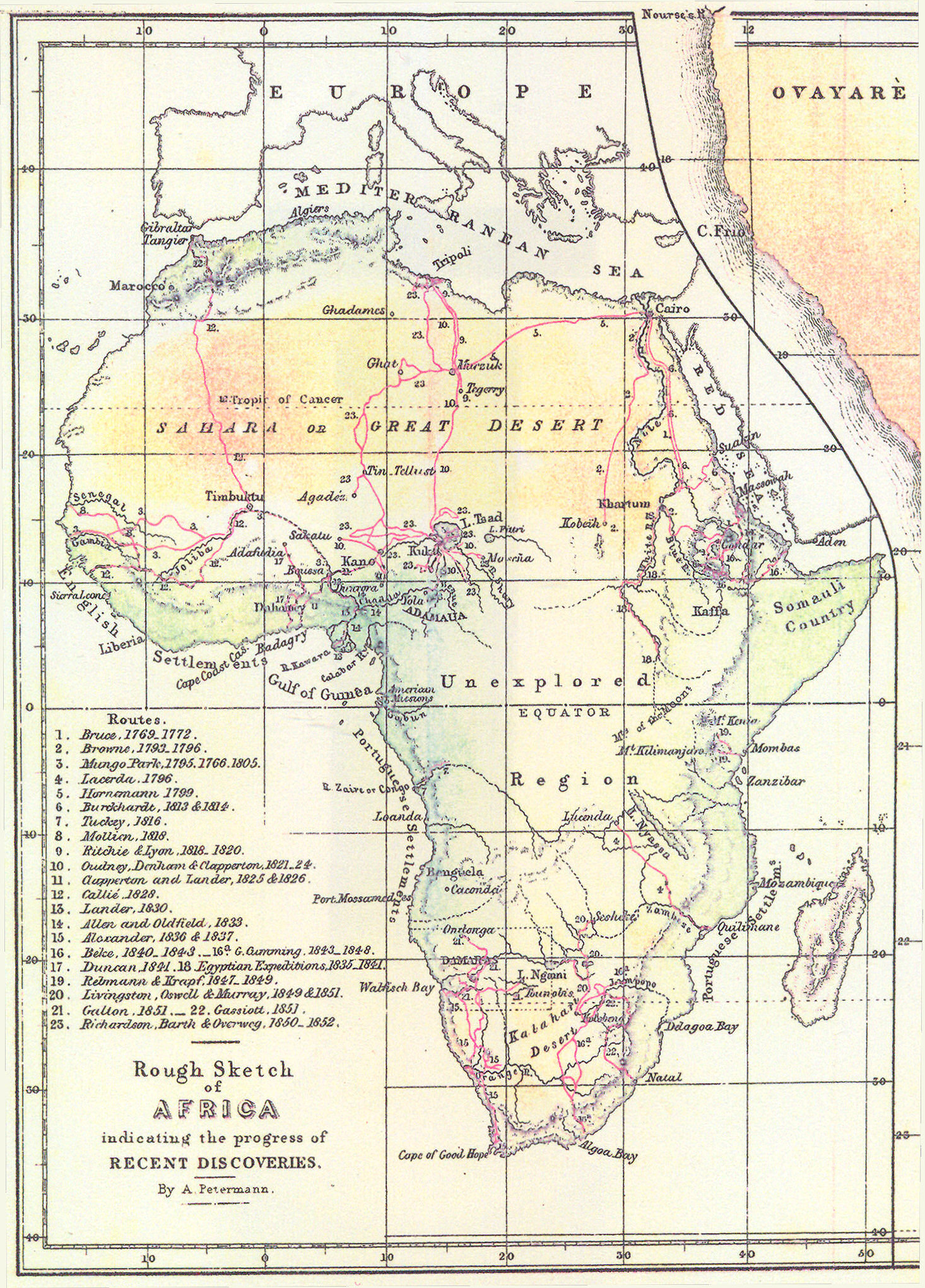
Mapa Inglês mostrando a rota da viagem de Lacerda e Almeida até Cazembe (rota 4)

### Regresso a Portugal
Lacerda e Almeida voltou a Portugal em 1791, tornando-se professor da Academia Real dos Guardas da Marinha. Entretanto, enquanto ainda viajava pelo Brasil, já fora eleito sócio da Academia Real das Ciências.
Em 1797, foi nomeado Governador dos Rios de Sena (Zambézia), na África Oriental, pelo então ministro e secretário de Estado da Marinha e do Ultramar, D. Rodrigo de Sousa Coutinho. Tinha por missão específica fazer a travessia da África, entre Moçambique e Angola.

### Primeira tentativa de travessia de África
Em outubro de 1797, Lacerda e Almeida já se encontrava em Moçambique. O seu Diário da viagem de Moçambique para os Rios de Senna indica que saiu de Quelimane a 30 de Outubro de 1797 e que chegou a Tete, capital dos Rios de Sena, a 23 de janeiro do ano seguinte.
Depois de um período de vários meses de preparação, Lacerda e Almeida dirigiu, entre julho e outubro de 1798, o que viria a ser a "primeira expedição científica no sul da África Central (...) resultando na descoberta do Cazembe (...) e do lago Moero", na  atual fronteira da Zâmbia com a República Democrática do Congo.
Depois de ter  percorrido mais de 1300 km desde Tete, Lacerda e Almeida chegou, já doente e com febres, a Cazembe. Então parte do Reino Lunda, a 3 de outubro de 1798, onde contacta o Rei Muata Lequéza, 4.° soberano do Cazembe, que o recebe como "irmão". Passadas duas semanas, veio a falecer sem conseguir concluir a travessia.

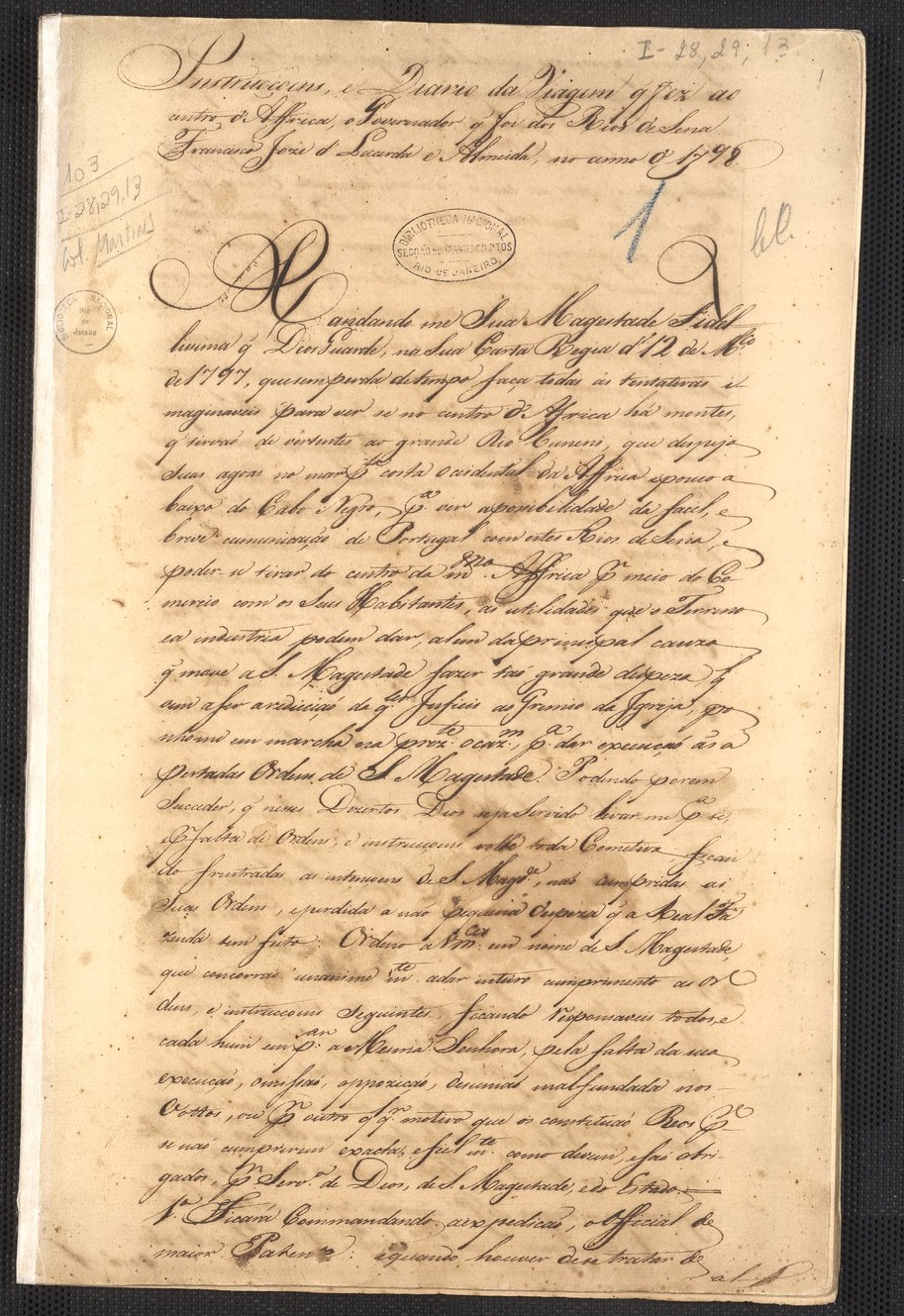
Diário de Lacerda e Almeida contendo instruções para a continuação da missão

No seu diário de viagem, Lacerda e Almeida deixou ordens escritas para que seus subordinados continuassem a missão. Todavia, houve uma revolta, e a expedição retornou a Moçambique. Os homens que continuaram fiéis ao Padre Francisco João Pinto, nomeado pelo próprio Lacerda e Almeida, pouco antes de falecer, para sucedê-lo no comando, ainda permaneceram alguns meses no Cazembe mas também regressaram a Tete sem tentar continuar até Angola, como inicialmente previsto.
O diário de viagem do explorador foi salvo, trazido para Tete e publicado pela primeira vez em Lisboa, entre 1844 e 1845, nos Anais Marítimos e Coloniais, por iniciativa do Marquês de Sá da Bandeira, acompanhado do diário da viagem de regresso a Tete, escrito pelo Padre Francisco João Pinto. Mais tarde, esses documentos viriam a ser traduzidos para o inglês e publicados em Londres, no ano de 1873, sob o título de The Lands of Cazembe: Lacerda's journey to Cazembe in 1798, por iniciativa do explorador inglês Sir Richard Burton, que escreveu: "se o Dr. Lacerda não executou o seu projeto, o seu sucesso parcial aumentou, consideravelmente, o nosso conhecimento sobre o interior de África (...) Até que o Dr. Livingstone tenha regressado da sua terceira expedição, os escritos de Lacerda devem continuar a ser nossa principal autoridade".
Em 1879, num dos seus livros de História, intitulado Os Grandes Navegadores do século XVIII (3.° volume da História Geral das Grandes Viagens e dos Grandes Viajantes), o escritor e historiador francês Júlio Verne, escreve três páginas sobre Lacerda e Almeida, lamentando a falta de documentação mais completa sobre o explorador e exprimindo "uma pena profunda de não ter  podido (...) escrever mais demoradamente sobre a história dum homem que fez descobertas tão importantes e em relação ao qual a posteridade é soberanamente injusta deixando-o no esquecimento"

### Homenagens

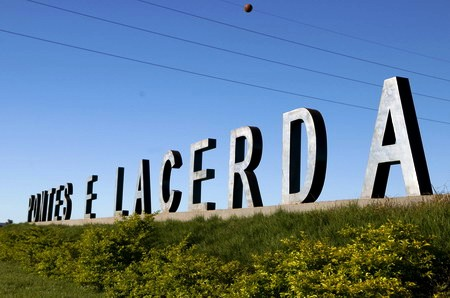
Trevo de Pontes e Lacerda no Mato Grosso

A cidade de Pontes e Lacerda, no Estado do Mato Grosso, foi assim chamada em homenagem aos dois cientistas, Silva Pontes e Lacerda e Almeida, que desenharam os primeiros esboços da carta geográfica dos rios das bacias Amazônica e do  Prata.
Outros locais no Brasil, como o Rio Lacerda e Almeida, no Estado de Rondônia e a Ilha Lacerda e Almeida, no rio Paraná, Estado de São Paulo, também receberam seus nomes em homenagem ao trabalho levado a cabo por Lacerda e Almeida naquelas regiões.
Em África, a primeira homenagem foi uma iniciativa do Rei do Cazembe, que mandou instalar um maxâmo (monumento tumular), à memória de Lacerda e Almeida, que o major Pedroso Gamitto ainda teve oportunidade de ver em 1832.:p.327 O major Gamitto explica que os Maxâmos são "os jazigos dos Muatas [reis] que os Cazembes reverenciam como lugares sagrados".:p.229
Em 1893, uma povoação de Moçambique, na margem direita do Zambeze, recebeu o nome de Lacerdónia, em homenagem ao explorador.